# Kostel svatého Martina (Vejprty)
Kostel svatého Martina je římskokatolický kostel ve Vejprtech v okrese Chomutov. Od roku 1963 je chráněn jako kulturní památka.

## Historie

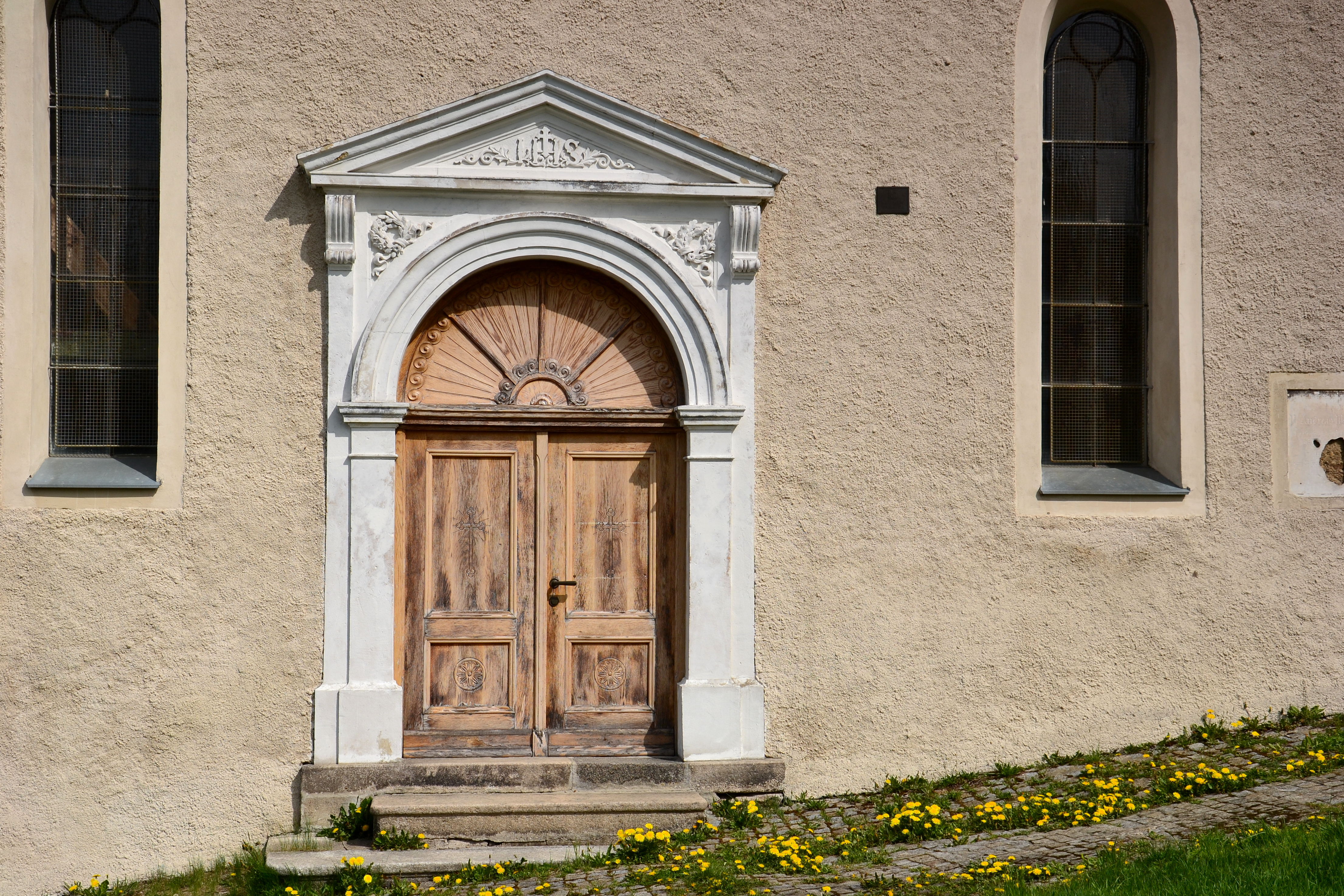
Vstupní portál

Hřbitovní kostel svatého Martina je nejstarším vejprtským kostelem Byl postaven v pozdně gotickém slohu v polovině šestnáctého století. První písemná zmínka o něm pochází z roku 1551. Iniciátorem jeho výstavby byl zřejmě rychtář Paul Spindler nebo jeho předchůdce z rodiny Schneiderů. Původně byl protestantským kostelem, ale během protireformace byla protestantská fara ve Vejprtech od roku 1616 neobsazená, a kostel byl roku 1642 začleněn do římskokatolické farnosti Přísečnice. Před výstavbou kostela Všech svatých sloužil jako hlavní městský kostel a poté začal plnit funkci hřbitovní kaple. Během úprav v devatenáctém století zmizely slohově charakteristické stavební znaky. Kostelní zvon odlili zvonaři Gabriel a Zacharias Hilgerové z Freibergu v roce 1612.

## Stavební podoba
Kostel má obdélnou loď s plochým stropem a polygonálním presbytářem.

## Zařízení
Barokní portálový oltář s točenými sloupy pochází z doby okolo roku 1700 a zdobí ho novodobý obraz. Na vnější straně kostela je umístěn náhrobník s reliéfem Ukřižování z roku 1686.